# Kolonica, Snina
Kolonica este o comună slovacă, aflată în districtul Snina din regiunea Prešov. Localitatea se află la altitudinea de 360 m deasupra n.m., se întinde pe o suprafață de 27,18 km2 și în 2017 număra 566 de locuitori. Se învecinează cu Stakčín, Snina, Kalná Roztoka, Snina, Klenová, Ladomirov, Remetské Hámre și Snina.

## Istoric
Localitatea Kolonica este atestată documentar din 1567.

## Demografie
| An:                | 1994 | 2004   | 2014   | 2024    |
| ------------------ | ---- | ------ | ------ | ------- |
| Număr de persoane: | 596  | 593    | 585    | 526     |
| Diferență:         |      | −0,50% | −1,34% | −10,08% |

| An:                | 2023 | 2024   |
| ------------------ | ---- | ------ |
| Număr de persoane: | 515  | 526    |
| Diferență:         |      | +2,13% |